# Music Has the Right to Children
Music Has the Right to Children – debiutancki album Boards of Canada, wydany w 1998 roku. Został wysoko oceniony przez krytyków, zwłaszcza AllMusic i Pitchfork, którzy dali mu maksymalne noty. W Wielkiej Brytanii zdobył certyfikat Srebrnej Płyty.

## Album

### Wydania
Album został wydany 20 kwietnia 1998 roku w Wielkiej Brytanii jako: podwójny LP oraz CD.
22 września tego samego roku został wydany w Stanach Zjednoczonych przez Matador Records jako CD. Inicjatorem wydania albumu był sam założyciel wytwórni, Chris Lombardi, który natknął się na niego podczas zakupów płytowych w Londynie. Nazwa zespołu wówczas nic mu nie mówiła, podobnie jak nazwa wytwórni, która wydała album. 

Miała świetną okładkę, wyglądała tajemniczo, co naprawdę przykuło moją uwagę. Kiedy wróciłem następnego dnia, żeby posłuchać mojego stosu płyt, włożyłem tę płytę i mój umysł otrzymał cios.

Decyzję o wydaniu podjął po powrocie do Stanów Zjednoczonych, przesłuchaniu albumu wspólnie ze współwłaścicielem Matador Records, Gerardem Cosloyem i skontaktowaniu się z Warp Records.
W rzeczywistości Music Has the Right to Children nie był pierwszym albumem duetu – był nim trwający ponad 60 minut Boc Maxima, a wydany w 1996 roku przez własną wytwórnię zespołu, Music70. Jednak jego nakład był tak ograniczony, że dopiero Music Has... jest uważany za faktyczny debiut Boards of Canada. Jest to zarazem moment, w którym Marcus Eoin i Mike Sandison wyrwali się z elektronicznego podziemia i nawiązali kontakt z szerszą publicznością. Jednak zarówno Boc Maxima, jak  i towarzyszące jej EP-ki, Twoism z 1995 roku i Hi Scores z 1996 roku, silnie wpłynęły na składający się z 17 utworów (na kolejnych reedycjach rozszerzony do 18) Music Has the Right to Children. Utwór „Smokes Quantity” pojawił się wcześniej na Twoism, a „Turquoise Hexagon Sun” na Hi Scores i Boc Maxima, na którym znalazły się też: „One Very Important Thought”, „Roygbiv” i „Wildlife Analysis”.

### Muzyka i inspiracje
Album ukazuje wpływ innych artystów Warp Records: Aphex Twina, Briana Eno, Autechre i LFO, a także duetu Cocteau Twins i Arthura Russella. Powstał w okresie, kiedy w Wielkiej Brytanii był już dobrze ugruntowany trip-hop, zaś IDM powoli tracił na znaczeniu.
Na Music Has the Right to Children zespół połączył urokliwe, oszczędne melodie z fałszywie brzmiącymi, analogowymi syntezatorami i momentami niepokojącej, fragmentarycznej mowy, nadając całości charakterystyczne, zdeformowane brzmienie. Płytę zamyka przewrotne anty-cenzorskie przesłanie „One Very Important Thought”, które jest pastiszem komunikatów umieszczanych zwykle na końcu filmów porno z lat 80..

Tworzymy naszą muzykę w sposób redukcyjny. Wiele z tego, co zrobiliśmy na Music Has The Right To Children, było procesem eliminacji: usunęliśmy rzeczy, które denerwowały nas u innych artystów, aż szkielet, który pozostał, już nam nie przeszkadzał. To sprawiło, że dźwięk stał się swego rodzaju zjawą, która nie do końca była prawdziwa.

### Tytuł
Zdaniem Liama Egana z magazynu Clash tytuł albumu, Muzyka ma prawo do dzieci był tak ważny dla Boards of Canada, ponieważ dla większości ludzi inicjacja muzyczna ma miejsce w bardzo wczesnym wieku. „Poprzez rymowanki w przedszkolu do muzyki, której słuchają rodzice, muzyka jest kluczowym elementem naszego DNA, kiedy dorastamy. To co robią Boards Of Canada to wypełnianie tej luki pomiędzy tymi dwoma aspektami naszego życia z doskonałym skutkiem”. Zespół przyznał, że tytuł pochodzi ze szkolnej książki muzycznej z lat 70'

### Okładka
Do tytułu albumu i jego treści nawiązuje niewyraźne, wyblakłe na słońcu zdjęcie z okładki (podobno zrobione w Banff Springs, w kanadyjskiej prowincji Alberta), przedstawiające rozmazaną, pozbawioną twarzy rodzinę na wakacjach u podnóża góry. Zdaniem Lewisa Wade’a z magazynu The Skinny zdjęcie to jest „katalizatorem, punktem wyjścia do opowieści, bodźcem do dalszych poszukiwań, ideą, którą album raz po raz przywołuje”.

### Lista utworów

#### LP
Lista według Discogs:    
| 1. | Wildlife Analysis       |  |
|    |                         |  |
| 2. | An Eagle In Your Mind   |  |
|    |                         |  |
| 3. | The Color Of The Fire   |  |
|    |                         |  |
| 4. | Telephasic Workshop     |  |
|    |                         |  |
| 5. | Triangles And Rhombuses |  |
|    |                         |  |

| 1. | Sixtyten              |  |
|    |                       |  |
| 2. | Turquoise Hexagon Sun |  |
|    |                       |  |
| 3. | Kaini Industries      |  |
|    |                       |  |
| 4. | Bocuma                |  |
|    |                       |  |
| 5. | Roygbiv               |  |
|    |                       |  |

| 1. | Rue The Whirl |  |
|    |               |  |
| 2. | Aquarius      |  |
|    |               |  |
| 3. | Olson         |  |
|    |               |  |

| 1. | Pete Standing Alone        |  |
|    |                            |  |
| 2. | Smokes Quantity            |  |
|    |                            |  |
| 3. | Open The Light             |  |
|    |                            |  |
| 4. | One Very Important Thought |  |
|    |                            |  |

| 1.  | Wildlife Analysis          | 1:17    |
|     |                            |         |
| 2.  | An Eagle In Your Mind      | 6:23    |
|     |                            |         |
| 3.  | The Color Of The Fire      | 1:45    |
|     |                            |         |
| 4.  | Telephasic Workshop        | 6:35    |
|     |                            |         |
| 5.  | Triangles & Rhombuses      | 1:50    |
|     |                            |         |
| 6.  | Sixtyten                   | 5:48    |
|     |                            |         |
| 7.  | Turquoise Hexagon Sun      | 5:07    |
|     |                            |         |
| 8.  | Kaini Industries           | 0:59    |
|     |                            |         |
| 9.  | Bocuma                     | 1:35    |
|     |                            |         |
| 10. | Roygbiv                    | 2:31    |
|     |                            |         |
| 11. | Rue The Whirl              | 6:39    |
|     |                            |         |
| 12. | Aquarius                   | 5:58    |
|     |                            |         |
| 13. | Olson                      | 1:31    |
|     |                            |         |
| 14. | Pete Standing Alone        | 6:07    |
|     |                            |         |
| 15. | Smokes Quantity            | 3:07    |
|     |                            |         |
| 16. | Open The Light             | 4:25    |
|     |                            |         |
| 17. | One Very Important Thought | 1:14    |
|     |                            |         |
|     |                            | 1:02:51 |
|     |                            |         |

Wszystkie utwory napisali, zrealizowali i wyprodukowali: Marcus Eoin i Michael Sandison.

## Odbiór

### Opinie krytyków
| Oceny łączne                      | Oceny łączne |
| Publikacja                        | Ocena        |
| --------------------------------- | ------------ |
| Album of the Year                 | 89/100       |
| Recenzje                          |              |
| Publikacja                        | Ocena        |
| AllMusic                          | [ 2 ]        |
| laut.de                           | [ 9 ]        |
| NME                               | 8/10         |
| Pitchfork                         | 10/10        |
| RYM                               | 3.96/5       |
| The New Rolling Stone Album Guide | [ 17 ]       |
| Slant Magazine                    | [ 18 ]       |
| Spin                              | 8/10         |
| Sputnikmusic                      | 5.0/5        |

„Music has the Right to Children z 1998 roku była tą płytą, która otworzyła przed nowoczesną muzykę elektroniczną zupełnie nowe horyzonty możliwości – zarówno pod względem jej oszałamiającego ładunku emocjonalnego, jak i radykalnie holistycznego podejścia do instrumentacji i melodii”.
Maximilian Fritz z magazynu laut.de nazwał Music has the Right to Children „albumem ponadczasowym” dając mu maksymalną notę. Analizując jego muzykę i jej źródła doszedł do wniosku, że do ponadczasowości wydawnictwa przyczyniło się prawdopodobnie życie obu braci z dala od wielkiego miasta, na wsi, w regionie w dużej mierze nietkniętym przez społeczne trendy, mody i histerię, a także fakt, iż obaj niechętnie pojawiają się publicznie.
„Bracia Michael Sandison i Marcus Eoin przełamali nowy grunt, kierując estetykę trip-hopu na terytorium Briana Eno i Clustera. W 17 utworach i 62 minutach tandem rodzeństwa zasymilował swoją wspólną miłość do Vangelisa w jego najlepszych momentach, klasyki Wendy Carlos i Lalo Schiffrina z przełomu lat 60. i 70., kilku zręcznych sztuczek turntablistycznych z brooklyńskiej sceny illbient i przełomowych dzieł takich grup jak Seefeel i My Bloody Valentine, aby stworzyć innowacyjne nowe brzmienie u progu XXI wieku.” – uważa Ron Hart z Billboardu.
„Music Has the Right to Children to czysta mechaniczna dusza, przywodząca na myśl jakąś zapomnianą ścieżkę dźwiękową z japońskiej animacji lub rdzewiejącego Commodore 64, który właśnie oddaje ducha” – ocenia John Bush z AllMusic. „Przeplatając szeroko nakreślone utwory z minutowymi winietami (te ostatnie należą do kilku najlepszych utworów na płycie), Music Has the Right to Children jest jednym z najlepszych elektronicznych wydawnictw 1998 roku” – podsumowuje recenzent.
Mark Richardson z magazynu Pitchfork daje albumowi maksymalną notę (10/10) stwierdzając iż album Boards of Canada z 1998 roku „jest kamieniem milowym muzyki beatowej, płytą, która przejęła poprzednią dekadę domowej muzyki elektronicznej i w zasadzie doprowadziła ją do perfekcji”.
Sal Cinquemani ze Slant Magazine lokuje album „gdzieś pomiędzy ciepłymi odcieniami tapet z lat 70., a eleganckim, elektronicznym połyskiem przyszłości”. „Awangardowy Music Has the Right to Children jest niezmiennie związany z naturą, od leniwego wstępu 'Wildlife Analysis' do zniekształconego krzyku mew w ostatnim utworze albumu, 'Happy Cycling' – podsumowuje recenzent.
Zdaniem Mayi Kalev z magazynu Fact „pomimo swojej nazwy, Music... jest tak dorosłą płytą, jak to tylko możliwe: dorosła medytacja nad dzieciństwem, poświęcona zabawie, naiwności i nostalgii, zabarwiona różową pastoralnością. Ale jest też diabolicznie subtelna, misterna i emocjonalnie dojrzała. To zaskakująco rzadkie w muzyce elektronicznej, której w większości zajmuje się raczej fizycznością tańca, intelektualnym ciężarem, czy przywoływaniem atmosfery, niż całościowym doświadczeniem”.
W ocenie Mike’a Divera z BBC Music Has the Right to Children to album „genialny sam w sobie, [w którym] wcześniejsze dokonania zostały przerobione tak, by pasowały do ówczesnego sposobu myślenia twórczego duetu (...) to rozkosznie spokojne aranżacje, które, gdy pozwolimy im się rozciągnąć do sześciu minut (An Eagle in Your Mind, Pete Standing Alone), zamykają słuchacza w głębokim i fantastycznym śnie. (...) W najbardziej otulającym wydaniu – Turquoise Hexagon Sun to chrzęszcząca rozkosz, a Open the Light to ambientowy amalgamat migotania i dronów”.
„Ogólnie rzecz biorąc, Music Has... to ważny kawałek historii elektroniki (...) zdecydowanie wybiegający w przyszłość, wyznaczył scenę dla późniejszych sukcesów Boards of Canada” – podsumowuje.
„Dla wszystkich zainteresowanych tym, co dzieje się w elektronicznym podziemiu, Music has The Right to Children jest genialnym, częstokroć pięknym miejscem, w którym można zacząć drążyć.” – twierdzi Joshua Klein z magazynu The A.V. Club.
W opinii Liama Egana z magazynu Clash „20 kwietnia 1998 roku, muzyka elektroniczna została zmieniona na zawsze. Boards of Canada wykorzystując nagrania terenowe, sample, stare, analogowe syntezatory, automaty perkusyjne i magnetofony szpulowe stworzyli dźwięk tak niepowtarzalnie ikoniczny, że na zawsze uczyniło to z nich muzycznych pionierów”.

### Listy tygodniowe
| Kraj              | Lista                 | Pozycja |
| ----------------- | --------------------- | ------- |
| Stany Zjednoczone | Vinyl Albums          | 2       |
| Wielka Brytania   | UK Albums Chart       | 193     |
| Wielka Brytania   | UK Independent Albums | 24      |

### Certyfikaty sprzedaży
- UK: Srebrna Płyta[26].

## Spuścizna
Po podpisaniu umowy licencyjnej z Matador Records w Stanach Zjednoczonych Music Has the Right to Children stał się jedną z najlepiej przyjętych płyt 1998 roku i otrzymał wiele nagród na koniec roku:
- Album of the Issue – Jockey Slut, kwiecień/maj 1998,
- Album of the Month – magazyn Wax, maj 1998,
- No.16 – NME Albums of the Year 1998,
- No.3 – Jockey Slut Albums of the Year 1998,
- No.5 – The Wire Albums of the Year 1998,
- No.8 – DJ Magazine Albums of the Year 1998,
- No.19 – Muzik Albums of the Year 1998[8].

Album znalazł się na 35. miejscu listy Top 100 Albums of the 1990s oraz na 2. miejscu 50 Best IDM Albums of All Time magazynu Pitchfork. Zajął również 878. miejsce w przewodniku 1001 Albums You Must Hear Before You Die.